# Касяненко Григорій Іванович
Григорій Іванович Касяненко (1883 (або 1885) — 11 березня 1921) — український громадсько-політичний діяч, український авіаконструктор.

## Біографія
Народився в 1883 (або 1885) році в селі Іванкові Переяславського повіту біля урощища Касянівщина в родини Касяненків. Мав трьох братів Євгена, Андрія та Івана — які стояли біля витоків української авіації і українського літакобудування, були членами Київського товариства повітроплавання. На початку XX століття вони працювали поруч з відомими пізніше авіаконструкторами Г. М. Адлером, Д. П. Григоровичем, О. Д. Карпекою, О. С. Кудашовим, І. І. Сікорським, за свої кошти будували різні моделі літаків. А випробовували літальні апарати самі конструктори і відважний льотчик П. М. Нестеров. Братів називають черкащанами, бо в Черкасах вони здійснювали пробні польоти, але їхнє коріння в Іванківській землі.
До 1917 служив прапорщиком 6-го авіаційного парку Київського військового округу. У 1917 член Центральної Ради Української народної республіки, член Крайового Комітету для охорони революції. З 1921 працював авіаконструктором в УРСР. 